# Правило произведения

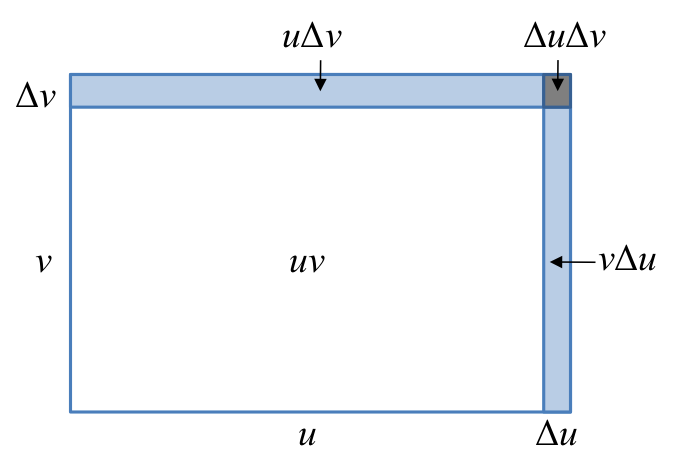
Геометрическая иллюстрация доказательства правила произведения

Правило произведения, или тождество Лейбница, — характерное свойство дифференциальных операторов.
Запись этого правила для дифференциала выглядит следующим образом: {\displaystyle d(u\cdot v)=v\ du+u\ dv}, а для производной следующим: {\displaystyle (uv)'=u'v+uv'}.

## Открытие
Открытие этого правила приписывается Готфриду Лейбницу, который продемонстрировал его с помощью дифференциалов.
Вот аргумент Лейбница: пусть {\displaystyle u(x)} и {\displaystyle v(x)} - две дифференцируемые функции от {\displaystyle x}. Тогда дифференциал от {\displaystyle uv} равен:
{\displaystyle d(u\cdot v)=(u+du)\cdot (v+dv)-u\cdot v} {\displaystyle =u\ dv+v\ du+du\ dv}
Поскольку произведение {\displaystyle du\ dv} несоизмеримо меньше чем {\displaystyle du} или {\displaystyle dv}, Лейбниц пришел к выводу, что:
{\displaystyle d(u\cdot v)=v\ du+u\ dv}
и это - дифференциальная форма правила произведения. Если мы разделим обе части на дифференциал {\displaystyle dx}, то получим:
{\displaystyle {\frac {d}{dx}}(u\cdot v)=v\cdot {\frac {du}{dx}}+u\cdot {\frac {dv}{dx}}}
Формула также может быть записана в нотации Лагранжа:
{\displaystyle (u\cdot v)'=v\cdot u'+u\cdot v'.}

## Вариации и обобщения

### Многократная производная
Для {\displaystyle n}-ой производной существует обобщённая формула Лейбница:
{\displaystyle \left(f\cdot g\right)^{(n)}=\sum \limits _{k=0}^{n}{C_{n}^{k}f^{(n-k)}g^{(k)}},} где {\displaystyle C_{n}^{k}} — биномиальные коэффициенты.

### Градуированная алгебра
Операция {\displaystyle \delta _{l}\colon \oplus _{k}\Omega ^{k}\to \oplus _{k}\Omega ^{k+l}} на градуированной алгебре {\displaystyle \Omega =\oplus _{k}\Omega ^{k}} удовлетворяет градуированному тождеству Лейбница, если для любых {\displaystyle K\in \Omega ^{k}}, {\displaystyle F\in \Omega }
{\displaystyle \delta _{l}(K\wedge F)=\delta _{l}(K)\wedge F+(-1)^{kl}K\wedge \delta _{l}(F)}
где {\displaystyle \wedge } — умножение в {\displaystyle \Omega }. Большинство дифференцирований на алгебре дифференциальных форм удовлетворяют этому тождеству.

### Ассоциативная алгебра
В ассоциативной алгебре верно следующее тождество:
{\displaystyle [A,BC]=[A,B]C+B[A,C].} Это тождество представляет собой правило Лейбница для оператора {\displaystyle D_{A}=[A,\cdot ].} По этой причине оператор {\displaystyle D_{A}} называют внутренним дифференцированием в алгебре. Аналогичным свойством обладает оператор {\displaystyle {\tilde {D}}_{A}=[\cdot ,A].}
Как следствие,
{\displaystyle [A,B_{1}B_{2}\dots B_{n}]=[A,B_{1}]B_{2}\dots B_{n}+} {\displaystyle B_{1}[A,B_{2}]\dots B_{n}+\dots +B_{1}B_{2}\dots [A,B_{n}]}

## См также
- Правило умножения (комбинаторика)